# Asaf Duraković
Asaf Duraković (sinh ngày 16.5.1940), là một bác sĩ và chuyên gia về y học hạt nhân cùng depleted uranium (loại urani gồm phần lớn là đồng vị urani-238) người Croatia. Ông cũng là một thi sĩ nổi tiếng.
Ông sinh ở Stolac, Bosna và Hercegovina và học ở Đại học Zagreb (Croatia), đậu bằng thạc sĩ và tiến sĩ. Trong thời gian này ông làm việc ở Viện Ruđer Bošković. Sau đó ông tiếp tục nghiên cứu sau đại học ở Đại học Oxford (Anh). Năm 1968 ông di cư sang Canada, và thường tới Đại học McMaster ở Hamilton, Ontario. Ông làm việc ở Đại học Toronto, Đại học Washington, và Đại học Rochester. Ông cũng cộng tác với Croatian Literary Journal.
Năm 1990, Duraković là một trong số người sáng lập "Đảng Dân chủ Hồi giáo Croatia" (Croatian Muslim Democratic Party) ở Zagreb.
Duraković là người sáng lập và làm giám đốc nghiên cứu Y học của "Trung tâm nghiên cứu Y học Urani" (Uranium Medical Research Centre) ở Toronto. Ông là thành viên trong Ban biên tập của "Báo Y học Croatia".
Duraković cũng sáng lập "World Life Institute" , một tổ chức nhân đạo quốc tế phi lợi nhuận có trụ sở ở Orleans County, New York.

## Tác phẩm

### Thơ
- Dark Sea-Weeds
- Smoke and Mist
- Paths of Ahasver

### Chính trị
- From Bleiburg to Muslim Nation (Vedrina, Toronto, 1972)
- Status of Moslim People in Croatian National Community (Vedrina, Toronto, 1973)

## Giải thưởng
- Giải Tương lai phi hạt nhân năm 2004